# Koninklijke Nederlandse Akademie van Wetenschappen
De Koninklijke Nederlandse Akademie van Wetenschappen (KNAW) is zowel een genootschap van geleerden, een organisatie van nationale wetenschappelijke instituten als een adviesorgaan voor de overheid op wetenschapsgebied. De Akademie is gevestigd in het Trippenhuis in Amsterdam.

## Doel en taken van de Akademie
Het doel van de Akademie is het bevorderen van de wetenschapsbeoefening in Nederland. De meeste andere landen hebben een vergelijkbare wetenschapsacademie, zoals de Royal Society in Engeland, de National Academy of Sciences in de Verenigde Staten en de Koninklijke Vlaamse Academie van België voor Wetenschappen en Kunsten in Vlaanderen.
De KNAW is zowel genootschap van excellente wetenschappers als institutenorganisatie. De KNAW vervult drie taken:
- genootschap van excellente wetenschappers uit alle disciplines;
- bestuurder van wetenschappelijke onderzoeksinstituten;
- regeringsadviseur over wetenschapsbeoefening.

## Leden en organisatie van de Akademie

### Genootschap van de KNAW
De KNAW is van oudsher een genootschap van excellente Nederlandse wetenschappers. De KNAW telt circa 500 leden. Leden worden gekozen op basis van hoogwaardige wetenschappelijke prestaties. Een lidmaatschap is voor het leven. Vanaf mei 2011 kiest de KNAW jaarlijks maximaal 16 nieuwe leden op grond van voordrachten van binnen en buiten de KNAW. Het oordeel van externe referenten weegt mee in de selectie.
Lidmaatschap van de KNAW is in Nederland een groot eerbetoon voor een wetenschappelijke carrière. De KNAW heeft gewone leden en buitenlandse leden. Daarnaast werden er tot mei 2011 correspondenten benoemd.
De KNAW bestond van 1855 tot 2017 uit twee afdelingen:
- Natuurkunde (wis- en natuurkunde, sterrenkunde, aard- en levenswetenschappen, en technische wetenschappen), uiteindelijk bestaande uit circa 280 gewone leden
- Letterkunde (geesteswetenschappen, rechtswetenschappen, gedragswetenschappen en maatschappijwetenschappen), uiteindelijk bestaande uit circa 249 gewone leden.

Sinds 1 januari 2017 is het genootschap van de KNAW ingedeeld in vier domeinen:
- Domein Geesteswetenschappen (GW)
- Domein Gedrags-, Maatschappij- en Rechtswetenschappen (GMRW)
- Domein Natuur- en Technische Wetenschappen (NTW)
- Domein Medische, Medisch-Biologische en Gezondheidswetenschappen (MMBG)

De algemene vergadering van de Akademie benoemt uit haar midden een bestuur en stelt de reglementen vast.

### Bestuur van de KNAW
Het bestuur van de KNAW stelt de hoofdlijnen van het beleid en de begroting vast. De dagelijkse leiding is in handen van de algemeen directeur.
Het bestuur van de Akademie bestaat uit de president, twee vicepresidenten (waarvan één tevens algemeen secretaris is) en de vier voorzitters van de domeinbesturen. De president is voorzitter van het bestuur. Hij of zij wordt benoemd voor een periode van drie jaar met de mogelijkheid van herbenoeming voor één periode van ten hoogste drie jaar, mits hij of zij op de datum van herbenoeming de leeftijd van 67 jaar nog niet heeft bereikt. Sedert 1 juni 2022 wordt deze functie vervuld door de hoogleraar biofysica Marileen Dogterom.

### De Jonge Akademie
De Jonge Akademie werd opgericht in 2005. De Jonge Akademie bestaat uit jonge onderzoekers die minder dan tien jaar geleden zijn gepromoveerd, zich reeds wetenschappelijk hebben onderscheiden en over een brede belangstelling voor de wetenschap beschikken. Elk jaar worden tien nieuwe leden van De Jonge Akademie gekozen. Leden treden na een vijfjarig lidmaatschap uit.

### Akademie van Kunsten
De Akademie van Kunsten begon op 23 april 2014 onder minister Jet Bussemaker van OCW. De Akademie telde in 2022 76 leden uit de hele breedte van de kunsten. De Akademie heeft tot doel de stem te vertolken van de kunsten in de Nederlandse samenleving (inclusief de politiek) en het bevorderen van de interactie tussen de kunsten onderling, de kunst en de maatschappij en tussen wetenschap en kunst.

## Onderzoeksinstituten
De volgende onderzoeksinstituten maken deel uit van de koepelorganisatie KNAW:
- Data Archiving and Networked Services (DANS)
- Fryske Akademy
- Hubrecht Instituut voor Ontwikkelingsbiologie en Stamcelonderzoek
- Huygens Instituut voor Nederlandse Geschiedenis en Cultuur
- Internationaal Instituut voor Sociale Geschiedenis (IISG)
- Koninklijk Instituut voor Taal-, Land- en Volkenkunde (KITLV)
- Meertens Instituut
- Nederlands Instituut voor Ecologie (NIOO)
- NIOD Instituut voor Oorlogs-, Holocaust- en Genocidestudies
- Nederlands Herseninstituut
- Nederlands Interdisciplinair Demografisch Instituut (NIDI)
- Netherlands Institute for Advanced Study in the Humanities and Social Sciences (NIAS)
- Rathenau Instituut
- Westerdijk Fungal Biodiversity Institute

Volgende onderzoeksinstituten maakten in het verleden onderdeel uit van de koepelorganisatie KNAW:
- Nederlandse Commissie voor Geodesie (NCG) (1990-2009)[3]
- Nederlands Instituut voor Wetenschappelijke Informatiediensten (NIWI) (1997-2005)
- Interuniversitair Cardiologisch Instituut Nederland (ICIN) (1993-2016)
- Roosevelt Study Center (RSC) (1990-2012)
- Virtual Knowledge Studio for the Humanities and Social Sciences (VKS) (2005-2010)[4]
- Waddenacademie (2008-2014)

## Publicaties
Een belangrijk deel van de publieke manifestaties van de Akademie is terug te vinden in haar publicaties. Enkele belangrijke series waren:
- Jaarboek der Koninklijke Nederlandse Akademie van Wetenschappen
- Verhandelingen der Koninklijke Akademie van Wetenschappen, Afdeling Natuurkunde, in vijf series (Eerste sectie, Eerste reeks, Tweede sectie, Tweede Reeks)
- Verslagen en mededelingen der Koninklijke Akademie van Wetenschappen, Afdeling Natuurkunde
- Proceedings of the Koninklijke Nederlandse Akademie van Wetenschappen, in drie series[5] (Serie A, Mathematical sciences; Serie B. Physical sciences/Palaeontology, geology, physics, chemistry, anthropology.; Serie C Biological and medical sciences)
- Indagationes mathematicae
- Verslagen en mededelingen der Koninklijke Nederlandse Akademie van Wetenschappen, Afdeling Letterkunde
- Mededelingen der Koninklijke Nederlandse Akademie van Wetenschappen, Afdeling Letterkunde, in drie series (Serie A, Serie B, Nieuwe Reeks)
- Verhandelingen der Koninklijke Nederlandse Akademie van Wetenschappen, Afdeling Letterkunde

De KNAW geeft verder diverse publicaties uit, van onderzoeksrapporten en adviezen tot bundels van lezingen (symposia en congressen), gedragscodes en protocollen.

## Prijzen
Een aantal prestigieuze wetenschapsprijzen werden en worden onder verantwoordelijkheid van Akademiecommissies toegekend. Actuele prijzen zijn:
- Akademiepenning (sinds 1983)
- Akademie van Kunstenpenning (sinds 2018)[8]
- Bakhuis Roozeboom Medaille (sinds 1911)
- M.W. Beijerinck Virologie Prijs (sinds 1965)
- Beijerinck Premie (sinds 2002)
- Buys Ballotmedaille (sinds 1893)
- De la Court-Prijs (sinds 1985)
- Descartes-Huygensprijs (sinds 1995)
- Christiaan Huygens Wetenschapsprijs (sinds 1998)
- Gilles Holstprijs (sinds 1963)
- Instituut GAK-KNAW Award (sinds 2019)
- KNAW Bob Pinedo Cancer Care Award (sinds 2006)
- KNAW Early Career Award (sinds 2019)
- KNAW Early Career Partnerships (sinds 2020)
- KNAW Onderwijsprijs (sinds 2008)
- Lindau Ontmoetingsdagen met Nobelprijslaureaten (sinds 1951)
- Lorentzmedaille (sinds 1925)
- Dr. Hendrik Muller Prijs (sinds 1998)

Prijzen die inmiddels niet meer door de Akademie worden toegekend zijn:
- Ammodo Science Award (2015-2022)
- Certamen poeticum Hoeufftianum (1844-1978)
- Dow Energieprijs (1985-2011)
- Heinekenprijzen voor wetenschap en kunst (1963-2023)[9]
- Hollemanprijs (1959-2005)
- De Jong van Beek en Donk-prijs (1891-1991)
- KNAW Merianprijs (2008-2014)
- KNAW/NWO Eurekaprijs voor wetenschapscommunicatie (2012-2015)
- Leeuwenhoekmedaille (1877-2003, daarna door de Koninklijke Nederlandse Vereniging voor Microbiologie)
- Nationale Postdocprijs (2017-2019)
- Prijs Akademiehoogleraren (2011-2016)
- Winkler Prins Prijzen (1970-1982)

## Geschiedenis van de Akademie

### Koninklijk Instituut van Wetenschappen

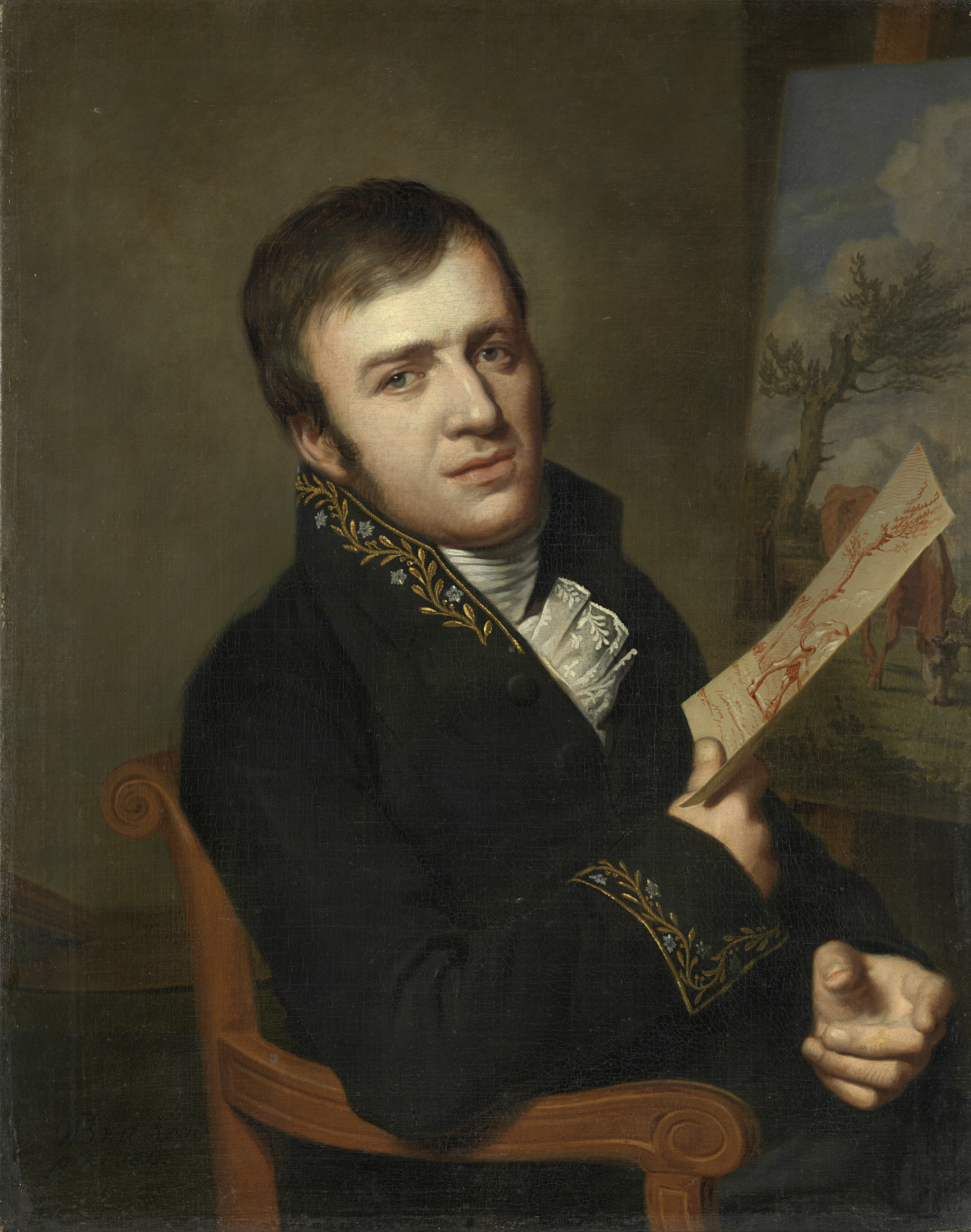
Portret van Jan Kobell, in het uniform van een lid van het Koninklijk Instituut van Wetenschappen, Letterkunde en Schoone Kunsten

In de 18e eeuw werden er verschillende verenigingen opgericht die tot doel hadden de wetenschap te bevorderen. Voorbeelden van nu nog bestaande verenigingen zijn het Bataafs Genootschap der Proefondervindelijke Wijsbegeerte, opgericht in 1761, en de Koninklijke Hollandsche Maatschappij der Wetenschappen opgericht in 1752. De genootschappen waren lokaal, vaak per provincie, georganiseerd, maar leken qua organisatie en handelwijze sterk op elkaar. De genootschappen schreven prijsvragen uit; de beste verhandelingen werden gepubliceerd. Een in 1777 opgericht onderdeel van de Hollandsche Maatschappij, de Oeconomische Tak, probeerde ondernemers aan te moedigen armen aan werk te helpen en door wedstrijden te organiseren kinderen voor het spinnen en de weefgetouwen op te leiden. De Oeconomische Tak was de voorloper van de huidige "Nederlandsche Maatschappij voor Nijverheid en Handel" (NMNH).
Nadat de provinciën verenigd waren in het Koninkrijk Holland als Franse vazalstaat, was er de wens een overkoepelend instituut van wetenschappen te vormen in navolging van het Institut de France te Parijs. Bij decreet van 4 mei 1808 werd door koning Lodewijk Napoleon het Koninklijk Instituut van Wetenschappen, Letterkunde en Schoone Kunsten opgericht. Dit instituut was de voorganger van de Koninklijke Nederlandse Akademie van Wetenschappen. Het Koninklijk Instituut diende als adviesorgaan ten aanzien van cultuurbeleid en moest zich “bezig houden met het volmaken der Wetenschappen en Kunsten, om derzelver vorderingen in het Rijk bij Buitenlanders bekend te doen worden, en uitvindingen of vorderingen elders gemaakt hier te lande in te voeren”.
Het Koninklijk Instituut bestond uit vier klassen:
- De eerste klasse: de Koninklijke Maatschappij der Wetenschappen
- De tweede klasse: de Koninklijke Hollandsche Maatschappij (voor Hollandse taal en Hollandse en vreemde letterkunde)
- De derde klasse: de Koninklijke Maatschappij der Geschiedenis en Oudheden
- De vierde klasse: de Koninklijke Maatschappij der Schoone Kunsten

De bij oprichting op 4 mei 1808 benoemde leden waren:

 

Eerste klasse
- Henricus Aeneae
- Willem van Barneveld
- Jan Frederik van Beeck Calkoen
- Jan Blanken
- Andreas Bonn
- Sebald Justinus Brugmans
- Conrad Ludwig Brunings
- Adriaan Gilles Camper
- Jacob Florijn
- Johan Pieter Fokker
- Matthijs Stevens van Geuns
- Adrianus François Goudriaan
- Johann Friedrich Hennert
- Jan Hendrik van Kinsbergen
- Cornelis Rudolphus Theodorus Krayenhoff
- Martinus van Marum
- Jean Henri van Swinden
- Gerardus Vrolik (benoemd op 12 mei 1808)

Tweede klasse
- Willem Bilderdijk
- Rhijnvis Feith
- David Jacob van Lennep (benoemd op 12 mei 1808)
- Cornelis Loots
- Johan Meerman
- Jonas Daniël Meijer
- Johannes van der Palm
- Jan Scharp
- Jacobus Scheltema (benoemd op 12 mei 1808)
- Matthijs Siegenbeek
- Petrus Weiland

Derde klasse
- Jeronimo de Bosch
- Herman Boscha (benoemd op 12 mei 1808)
- Hendrik Constantijn Cras
- Paulus van Hemert
- Martinus Stuart
- Johan Valckenaer
- Jona Willem te Water
- Tileman Dothias Wiarda
- Hendrik van Wijn
- Joannes Willmet (benoemd op 12 mei 1808)
- Daniël Wyttenbach

Vierde klasse
- Carolus Antonius Fodor
- Abraham van der Hart
- Jan Kobell
- Jacques Kuyper
- Charles-Henri Plantade
- Johann Georg Rauppe
- Cornelis Sebille Roos
- Jean-Thomas Thibault

De wis- en natuurkundige Jean Henri van Swinden werd de eerste algemeen voorzitter.
Na de abdicatie van Lodewijk Napoleon, opheffing van het Koninkrijk Holland en inlijving bij het Franse keizerrijk in 1810 mocht het instituut voorlopig doorgaan als Hollandsch Instituut. Eind april 1812 betrok het instituut het Trippenhuis. Bij keizerlijk decreet van 21 oktober 1812 werd bepaald dat het instituut als Institut d'Amsterdam gehandhaafd zou worden. Na terugkeer van het Huis Oranje-Nassau in 1813, besloot de soeverein vorst op 2 februari 1814 dat het instituut door moest gaan met zijn werkzaamheden. Aanvankelijk kreeg het de naam Nederlandsch Instituut van Wetenschappen, Letterkunde en Schoone Kunsten, maar op 6 april 1816 werd het instituut bij koninklijk besluit omgedoopt tot het Koninklijk-Nederlandsche Instituut van Wetenschappen, Letteren en Schoone Kunsten.

### Van Instituut naar Akademie
Minister van Binnenlandse Zaken Thorbecke, zelf lid van het Koninklijk Instituut, hief bij Koninklijk Besluit van 26 oktober 1851 het instituut op. In de plaats ervan kwam er in 1851 een Koninklijke Akademie van Wetenschappen. De Akademie moest zich gaan richten op de "bevordering der Wis- en Natuurkunde in haren gehelen omvang". Aan de adviezen van de Eerste Klasse (van de wis- en natuurkunde) had de regering altijd meer gehad dan aan de schone kunsten. Door de verandering van doelstelling van de Akademie kon een aantal voormalige leden van het Instituut niet benoemd worden tot lid van de Akademie. Onder andere Da Costa werd niet benoemd, dit tot grote verontwaardiging van Groen van Prinsterer, die daarna zijn benoeming ook weigerde. Ook Thorbecke, die betrokken was bij het opheffen van het Instituut, werd niet tot lid benoemd.
Na de val van het eerste kabinet Thorbecke in 1853 breidde de nieuwe regering in 1855 het doel van de Akademie uit met de “bevordering der taal- letter- geschiedkundige en wijsgerige wetenschappen”. Vanaf dat moment tot 2017 zou de Akademie uit twee afdelingen bestaan, gemakshalve aangeduid met de afdelingen Letterkunde en Natuurkunde. De kunstenaars zouden pas in 2014 terugkeren, namelijk in de Akademie van Kunsten.
In het laatste kwart van de 19e eeuw bracht de Akademie als raadgevend lichaam tal van door de regering gevraagde adviezen uit, zoals over de luchtzuivering in ziekenhuizen, over de invoering van gasleidingen, over de droogmaking van de Zuiderzee, over facultatieve crematie, over paalwormen, over een Frans voorstel om tijdmeting en cirkelmeting voortaan decimaal te doen, over het belang van hoger onderwijs, over de plaatsing van bliksemafleiders, over gehorigheid in cellulaire gevangenissen en over de standaardisering van maten en gewichten.
In 1909 kreeg de Akademie met de opening van het Centraal Instituut voor Hersenonderzoek haar eerste onderzoeksinstituut onder beheer. In 1916 werd het Embryologisch Instituut met de Akademie verbonden en enkele jaren later volgde het al in 1904 opgerichte Centraalbureau voor Schimmelcultures. Hiermee kreeg de Akademie voor de nationale en internationale wetenschap belangrijke collecties hersenen, embryo’s en schimmels onder haar beheer.
In 1938 kreeg de Akademie haar huidige naam. Aan de naam van de Akademie werd het woord 'Nederlandse' toegevoegd. Voortaan zou het de Koninklijke Nederlandse Akademie van Wetenschappen zijn. De 'k' werd niet in een 'c' veranderd, in weerwil van alle spellingsregels. De Akademie houdt vast aan haar Griekse wortels.
De nieuwe Koninklijke Nederlandse Akademie van Wetenschappen kon slechts kort van haar nieuwe naam genieten. Op last van de Duitse bezetter moest het 'Koninklijke' onmiddellijk uit de naam verdwijnen. In de oorlog bestond slechts de naam Nederlandse Akademie van Wetenschappen. Direct na de oorlog werd de nieuwe naam in ere hersteld.
Hoewel Marie Curie en Irène Joliot-Curie al resp. in 1913 en 1946 waren benoemd als buitenlandse leden van de Akademie en Martha Adriana Muusses in 1948 als correspondentlid, werd pas in 1950 Carolina Henriette MacGillavry als eerste vrouw tot gewoon lid van de Afdeling Natuurkunde benoemd. In 1951 volgde Johanna Westerdijk en in 1955 werd Maartje Draak als eerste vrouw benoemd tot gewoon lid van de Afdeling Letterkunde. In 2024 was het percentage vrouwen in het ledenbestand tot de leeftijd van 67 jaar in totaal 36%.
Met de inwerkingtreding van de Wet op het hoger onderwijs en wetenschappelijk onderzoek kreeg de Akademie in 1993 haar huidige rechtsvorm als Rechtspersoon met wettelijke taak. In deze wet werd opgenomen dat de KNAW werkzaam is op het gebied van het wetenschappelijk onderzoek, in elk geval de uitwisseling van gedachten en informatie bevordert tussen haar leden onderling en tussen deze leden en andere wetenschapsbeoefenaren en wetenschappelijke organisaties, de minister desgevraagd of uit eigen beweging adviseert over aangelegenheden op het gebied van de wetenschapsbeoefening en dat zij de wetenschapsbeoefening bevordert door werkzaamheden op dat gebied te verrichten of te doen verrichten.

### Algemeen voorzitter, president en algemeen directeur
Van 1855 tot 1973 waren de voorzitters van de afdelingen Letterkunde en Natuurkunde afwisselend algemeen voorzitter van de Akademie.
Voorzitters van de afdeling Letterkunde van 1855 tot 1973 waren:
- 1855-1856: John Bake
- 1857-1858: Jacob van Hall
- 1859-1861: Johan de Wal
- 1862-1888: Cornelis Willem Opzoomer
- 1889-1891: Abraham Kuenen
- 1892-1907: Hendrik Kern
- 1908-1917: Pierre Daniel Chantepie de la Saussaye
- 1918-1920: Christiaan Snouck Hurgronje
- 1920-1929: Cornelis van Vollenhoven
- 1929-1942: Johan Huizinga
- 1945-1949: Eduard Meijers
- 1949-1964: Bernhard Abraham van Groningen
- 1964-1968: Gerard Langemeijer
- 1968-1978: Sem Dresden

Voorzitters van de afdeling Natuurkunde van 1855 tot 1973 waren:
- 1855: Jan van Geuns
- 1856: Jan van der Hoeven
- 1857: Friedrich Anton Wilhelm Miquel
- 1858-1864: Gerrit Simons
- 1865-1882: Franciscus Cornelis Donders
- 1883-1887: Christophorus Buys Ballot
- 1888-1909: Hendricus Gerardus van de Sande Bakhuyzen
- 1910-1921: Hendrik Lorentz
- 1921-1931: Friedrich Went
- 1931-1947: Jan van der Hoeve
- 1947-1954: Albert Kluyver
- 1954-1960: Martinus Woerdeman
- 1960-1966: Cor Gorter
- 1966-1975: Pieter Johannes Gaillard

De KNAW kent sinds 1973 als voorzitter een president. De presidenten waren:
- 1973-1978: Hendrik Casimir
- 1978-1981: Sem Dresden
- 1981-1984: André Donner
- 1984-1990: David de Wied
- 1990-1996: Piet Drenth
- 1996-1999: Pieter Zandbergen
- 1999-2003: Rob Reneman
- 2003-2005: Willem Levelt
- 2005-2008: Frits van Oostrom
- 2008-2012: Robbert Dijkgraaf
- 2012-2015: Hans Clevers
- 2015-2018: José van Dijck
- 2018-2020: Wim van Saarloos
- 2020-2022: Ineke Sluiter
- 2022- : Marileen Dogterom

Van 1960 tot 2024 had de KNAW-organisatie naast een voorzitter tevens een algemeen directeur. Vanaf 1 oktober 2024 is de dagelijkse leiding van de organisatie in handen van een collegiaal directieteam, bestaande uit een directeur algemene zaken, een directeur bedrijfsvoering en een directeur onderzoeksbeleid.
Algemeen directeur waren:
- 1960-1967: Marius Erasmus 't Hart (hij was van 1934 tot 1960 hoofd van de administratie)
- 1967-1982: Jan Thomas Aart Klarenbeek
- 1982-1989: Dirk van der Mei
- 1989-2005: Chris Moen
- 2005-2008: Emil Broesterhuizen
- 2009-2015: Hans Chang
- 2015-2021: Mieke Zaanen
- 2021-2023: Wilma de Koning[17]
- 2023-2024: Zakia Guernina (algemeen directeur ad interim)[18]

Directieteam vanaf 2024:
- Oktober 2024-: Adriana Esmeijer (directeur algemene zaken), Iwan Holleman (directeur bedrijfsvoering), Geert de Snoo (directeur onderzoeksbeleid) [16]

### Archieven
Het archief van de KNAW en haar rechtsvoorgangers van 1808 tot 1993 wordt beheerd door het Noord-Hollands Archief in Haarlem.